# John O’Leary (Fenier)

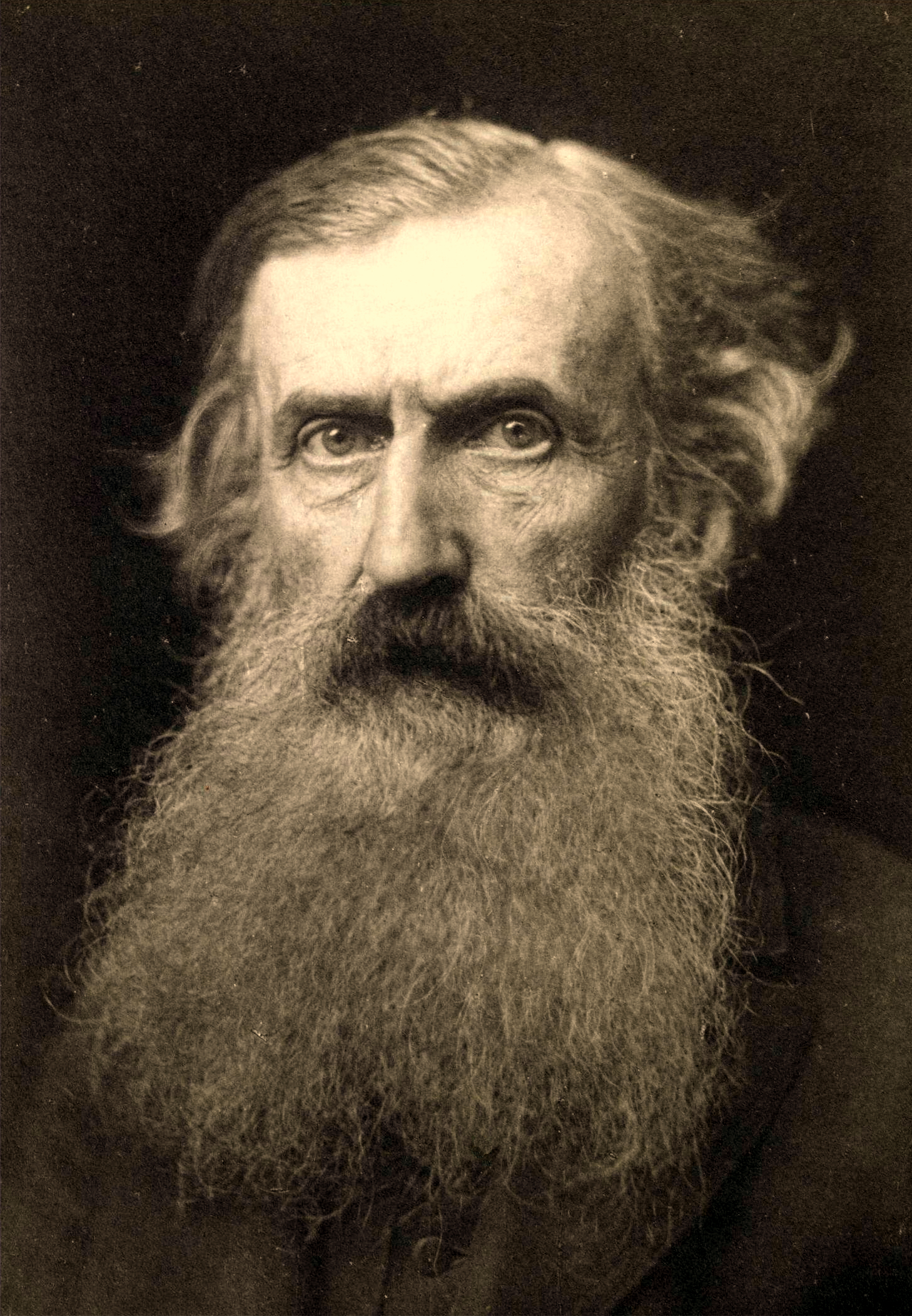

John O’Leary (23. Juli 1830 – 16. März 1907) war ein irischer Republikaner und ein führender Fenier. Er studierte Jura und Medizin, ohne einen Abschluss zu machen. Wegen seiner Beteiligung an der Irisch-Republikanischen Bruderschaft saß er in England zeitweilig in Haft.

## Leben
Der Katholik O’Leary wurde in Tipperary geboren. Dort besuchte er zunächst die Abbey School, das örtliche protestantische Gymnasium. Später wechselte er an das katholische Carlow College. O’Leary kam früh mit Vertretern der Bewegung Junges Irland in Berührung und identifizierte sich mit ihren Zielen. Ab 1847 studierte er Rechtswissenschaften am Trinity College Dublin, wo er mit weiteren irischen Nationalisten zusammenkam. 1848 war O’Leary in den Aufstand von Tipperary verwickelt und wurde im September 1849 für eine Woche inhaftiert. Noch im gleichen Monat beteiligte er sich am Aufstand in Cashel, der aber ebenfalls scheiterte.
Weil O’Leary den von Juristen geforderten Treueid nicht abgeben wollte, gab er sein Jurastudium am Trinity College auf und wechselte 1850 an das Queen’s College in Cork um Medizin zu studieren. Bei der neu gegründeten Irisch-Republikanischen Bruderschaft (IRB) wurde er Finanzverwalter und Mitredakteur der IRB-Zeitung The Irish People.
1865 wurde O’Leary verhaftet, des Hochverrats angeklagt und zu 20 Jahren Strafarbeit verurteilt. Nach fünf Jahren in englischen Gefängnissen wurde er 1871 entlassen und ins Exil geschickt. Er lebte hauptsächlich in Paris, blieb aber im IRB aktiv. 1885 kehrte O’Leary nach Irland zurück. Er und seine Schwester, die Dichterin Ellen O’Leary, wurden zu wichtigen Persönlichkeiten innerhalb der kulturellen und nationalistischen Kreise Dublins, zu denen unter anderem auch William Butler Yeats gehörte.
Nach O’Learys Tod schrieb Yeats in seinem Gedicht September 1913 die mehrfach sich wiederholende, O’Leary gewidmete Zeile: “Romantic Ireland’s dead and gone; it’s with O’Leary in the grave” („Romantik liegt in Irland tot, beerdigt in O’Learys Grab.“)